# Kodama
Pour les articles homonymes, voir Kodama (homonymie).
Kodama (木霊, kodama, littéralement : « esprit de l'arbre ») est un yōkai du folklore japonais. Il s'agit d'un esprit vivant dans un arbre. Il peut avoir des formes très variées. Selon la légende, l'écho que l'on peut entendre en montagne est provoqué par ces yōkais.

## Origine
Les premières mentions connues des kodama remontent à l'ère Heian, où ils apparaissent notamment dans le dictionnaire Wamuryorui Jūsho, et dans le Dit du Genji, œuvre littéraire majeure de cette époque.

## Apparitions
Les kodama apparaissent dans plusieurs œuvres de fiction.

### Princesse Mononoké
Dans le film Princesse Mononoké, de Hayao Miyazaki, les kodama (rebaptisés sylvains pour le doublage en langue française), ont l'apparence de petits humanoïdes, à l'air espiègle, dont le visage ressemble à un masque, ayant des yeux entièrement noirs. Ils reflètent l'état de santé de la forêt. Leur présence est un signe que la forêt va bien, mais quand celle-ci dépérit, ils dépérissent avec elle.

### Nioh
Dans le jeu, les Kodama sont de petits êtres de couleur verte qui se sont perdus dans les niveaux. Ils peuvent offrir des bonus au joueur s'ils sont retrouvés et guidés vers un temple. Lorsque vous accèderez à l'un de ces temples vous pourrez y voir les Kodama que vous avez guidés. D’autres Kodama pourront être trouvés dans les sources thermales, mais ceux-ci sont rouges et n'ont aucune envie d'être guidés.

### Ghost of Tsushima
Dans l'extension du jeu Ghost of Tsushima, des récits plus fantastiques se présentent, ils se nomment "courtoisie élémentaire". Un des récits nous  présente un personnage nommé Kodama, une femme avec un masque sombre qui apparaît et disparaît de nulle part comme un esprit, qui parle à travers les arbres et nous demande de tuer des Mongols, pour protéger les terres de l'île du DLC.

## Autres utilisations du terme
- Kodama : Titre d'un album du groupe Alcest (2016)
- Kodama Alchimistes Infuseurs : marque de thés et infusions française, basée à Paris (créée en 2015)